# Kessarin Ektawatkul
Kessarin Ektawatkul (thajsky เกศริน เอกธวัชกุล; * 31. srpna 1981), také známá pod uměleckým pseudonymem Nui Ketsarin, je thajská filmová herečka, taekwondistka a bývalá mistryně Thajska v taekwondu. Po ukončení své sportovní kariéry se začala věnovat herectví a zahrála si hlavní role v několika akčních filmech domácí výroby. V anketě čtenářů časopisu FHM byla Ektawatkul zvolena jako jedna z nejkrásnějších thajských žen roku 2011.

## Filmografie
- Zrozen k boji (2004)
- Chai lai (2006)
- Somtum (2008)
- Suay Samurai (2009)
- Rew thalu rew (2014)